# 306386 Carlofavetti
306386 Carlofavetti è un asteroide della fascia principale. Scoperto nel 1994, presenta un'orbita caratterizzata da un semiasse maggiore pari a 2,5439126 au e da un'eccentricità di 0,1495373, inclinata di 6,90755° rispetto all'eclittica.